# تمير
تمير، مدينة سعودية تقع على بعد 140 كم شمال غرب مدينة الرياض، إداريا تتبع تمير لمحافظة المجمعة في منطقة الرياض، ويبلغ عدد سكانها عشرة آلاف نسمة. تبعد تمير عن محافظة المجمعة بمسافة تقارب 70 كم.

## التسمية
سميت بهذا الاسم لوقوعها في وادي ينبت فيه النخل دون زراعة فكان يكثر فيه التمر، مع أن الأسماء لا تعلل دائماً إلا أن السبب في تسمية تمير بهذا الاسم قد يكون سبب وجود التمر فيها.[بحاجة لمصدر] ذكر ياقوت الحموي أن تمير هي قريه باليمامة من قرى تمر، وتمر ماء لعدي والذي يظهر أن تمير قريه وحدها وكذلك تمر قرية أخرى، يدل على ذلك قول الحسن الأصفهاني: "وإن أردت ورد تمر وتمير وردتهما، وهما ماء لعدي والتيم عليهما نخل ومياه بين أجبال". ووجود النخيل دلالة على وجود التمر الذي ربما كان اشتقاق الاسم منه.

## التاريخ
كانت تمير مورد ماء لعدي والتيم من بني تميم وبعد بعثة النبي دخلت كثير من القبائل في الإسلام وشاركت في الفتوحات الإسلامية واستقرت قبائل كثيرة حول مواردها ومن تلك القبائل قبائل التيم، حيث استقرت في تمير وعلى إثر ذلك تحولت تمير من مورد ماء إلى قرية.
وبعد إنشاء مدينة الكوفة في عهد الخليفة عمر بن الخطاب ازدادت أهمية تمير فكان هناك طريق يصل ما بين مدينة حجر باليمامة ومدينة الكوفة، وهذا الطريق يرتاده المسافرون وكانت تمير من ضمن القرى التي يمرون عليها بالطريق.
قال الأصفهاني في ذلك: "وإن أردت ورد تمر وتمير وردتهما وهما ماءان لعدي والتيم، عليهما نخيل ومياه بين أجبال ويرى أحدهما من الآخر وبين تلك الأجبال خبروات من السدر".
وهناك ذكر لمدينة تمير من مؤلفين أتوا بعد الحسن بن عبد الله الأصفهاني، منهم الحسن بن أحمد الهمداني من أهل القرن الرابع الهجري توفي عام 334 هـ في كتابه (صفة جزيرة العرب) وياقوت الحموي من أهل القرن السابع توفي عام 622 هـ في كتابه (معجم البلدان) والحسن بن محمد الصاغاني من أهل القرن السابع توفي عام 650 هـ في كتابه (التكملة والذيل والصلة لكتاب تاج اللغة وصحاح العربية) ومحمد بن يعقوب الفيروز أبادي من أهل القرن التاسع الهجري توفي عام 817 هـ في كتابه (القاموس المحيط).

### الدولة السعودية الأولى
لما قام الشيخ محمد بن عبد الوهاب بدعوته الإصلاحية، لاقت دعوته تاييداً واعتراضاً وكان حاكم الدرعية محمد بن سعود ممن أيد الدعوة وتعاهد معه على نشر الدعوة والذي سمي بميثاق الدرعية عام 1157 هـ.
فبدأ بنشر الدعوة في المناطق القريبة من الدرعية حتى وصل إلى منطقة سدير، وكان ممن انضم إلى لواء الدعوة أهل تمير فقد ذكر المؤرخ الفرنسي مانجان أن تمير من البلدان المشهورة في الدولة السعودية الأولى استناداً إلى أقوال بعض كبار آل الشيخ الذين يعيشون في مصر.

### الدولة السعودية الثانية
بعد الغزو الباشوي للبلاد والذي تسبب في تدمير الدرعية عاصمة البلاد وقتل أهلها وعمت الفوضى والنهب والسلب وكان مما قام به قائد هذا الغزو تدمير البلدان التي تقاومه، ففي عام 1234هـ أمر الباشا بتدمير جميع أسوار بلدان نجد، ولما قيض الله الإمام تركي بن عبد الله لإعادة الحكم مرة أخرى عام 1235هـ، كان مما قام به توحيد البلاد ولم الشمل وكان لأهل تمير دور في ذلك وقد خلفه على الإمامة ابنه فيصل أوائل عام 1250 هـ، ولقد سار ومعه بعض جيوشه وكان برفقته الشيخ إبراهيم بن سيف فأغار على فريق من الدواسر وهم في أرض العرمة فأخذهم وقتل منهم عدة رجال ثم نزل قرب تمير حيث اجتمع إليه باقي جيوشه ثم رحل بهم إلى بلدة الشعراء

### الدولة السعودية الثالثة
في عام 1319 هـ وعندما أتم الله للملك عبد العزيز فتح وعندما أراد الملك عبد العزيز فتح منطقة سدير عام 1321هـ أرسل وفداً إلى بعض بلدانها فأرسل وفداً إلى أهل تمير حيث استقبلوه بالترحاب وأكرموه ودعاهم إلى الانضمام إلى الملك عبد العزيز، فأجابوه ومكث عندهم أياماً، ثم ساروا مع الملك عبد العزيز وشاركوه في الفتوحات، وكان يخرج من تمير ست ركائب للجهاد في الأحوال العادية ويضاعف هذا العدد في حال اشتداد الغزو، ويسمى جهاد مثنى حيث يصل إلى اثنتي عشرة مركوبة، وحسب رسالة من الملك عبد العزيز إلى عبد العزيز بن عسكر وكافة أهل سدير عام 1354هـ فإنه يخرج من منطقة سدير ذات البلدان العديدة في حالة الجهاد للأحوال العادية 76 مطية، وكان يصرف عن كل مطية حسب ما ورد في الرسالة مائة ريال. وقد أحصي مره عدد من شارك مع الملك عبد العزيز من إحدى أسر تمير فبلغوا أكثر من خمسة عشر رجلاً.
وكانت المراسلات بين الملك عبد العزيز وبين أهل تمير كثيرة من قبل عدد من كتاب تمير، لذا أرسل الشيخ عبد الله بن عبد العزيز العنقري قاضي سدير رسالة لأهل تمير عام 1342هـ يدعو فيها أهل تمير بأن تكون المكاتبات سواء لملك عبد العزيز أو للشيخ نفسه بخط إبراهيم بن ناصر بن هليل أحد أئمة جامع تمير وذلك خشية اختلاف الخطوط.
وفي عام 1347هـ أمير تمير عبد الله بن فايز مع الملك عبد العزيز بن عبد الرحمن آل سعود مع العلماء والأمراء والقادة والإخوان في الرياض، وهو المسمى اجتماع الجمعية العمومية في نجد وذلك إثر إضطربات الإخوان.
وفي عام 1361هـ أرسل الملك عبد العزيز لأمير تمير ناصر بن حمد الزيد بشأن روضة الحقاقة، والتي يزرعها أهل تمير عند نزول المطر بوجوب المحافظة على الزرع وعدم منع الناس من ورود رسوس الماء التي حولها
التطور التاريخي.

## الجغرافيا
أرضها مرتفعات وأودية، حيث ترتفع مناسيبها من 620 إلى 670، وتربتها حصوية وطينية في الأودية، وتتميز بأنها أرض صالحة للزراعة.

## الآثار
- قصر كاظم: وهو قصر أثري يقع وسط البلدة، قيل أنه يعود إلى أحد أمراء الكويت يُدعى كاظم.[6]
- حامي القصيرات: هو حام مرتفع شُيد من الطين واللبن والحجارة.
- سور الجماعة: يُحيط بالبلدة القديمة به خمس بوابات.
- الرجم: وهو مرقب وضع في أعلى جبل داخل البلدة، وقد شُيد من الطين والحجربإرتفاع 12م على سطح الجبل جنوب شرقي بلدة تمير.
- المراجيم:وهي بناء حجري وقد أشار إليها المؤرخ البريطاني لوريمر بقوله:" هناك صخرة فاتحة اللون نحملُ آثار حصن بجوار تمير قد أُزيلت عام 1404هـ"
- سد تمرية: وقد أنشئ هذا السد في عام 1404هـ، حيث يبلغ عرضه 400م، وارتفاعه خمسة أمتار، وكانت السيول تتجمع فيه بطول 1كم.
- المقاصير: كانت توجد في المزارع، ويستخدمها أصحابها لحماية مزارعهم.
- شوارع تمير القديمة: مثل شارع مقنص (وهو الشارع الرئيسي للبلده واوسع شارع بعرض 3م)وشارع السليل، وشارع العاير، وشارع المجابيب.[7]

## أمراء تمير
- كديان بن مانع 1230 هـ
- مشل المفرج قبل عام 1277هـ
- حمد بن إبراهيم المفرج 1280هـ
- إبراهيم بن مناع المناع 1300هـ
- فايز بن هديب العشري 1315هـ
- على بن فايز الهديب 1326هـ
- علي بن عيسى 1321هـ
- إبراهيم بن حمد العثمان 1330هـ
- عبد الله بن فايز الهديب 1342هـ
- ناصر بن حمد الزيد المناع 1355هـ
- أحمد بن فايز الهديب 1370هـ
- محمد المشل المفرج 1379هـ
- ناصر بن محمد الثنيان 1381هـ
- برجس عثمان العثيمين 1392هـ
- فهد بن ناصر السحيم 1393هـ
- ناصر بن عبد الله الغنيم 1406هـ
- مقحم بن براك السليس منذ عام 1410 هـ
- إبراهيم المنيع - إلى عام 1435 هـ
- سلامة بن إبراهيم السلامة - منذ عام 1436 هـ

## رؤساء بلدية تمير
- عبد الله بن محمد اليحيى 20/10/1395هـ 12/2/1401هـ
- عبد الله بن مبارك المروان 1/7/1401هـ 9/1/1403هـ
- ناصر بن على الصبيح 21/6/1403هـ 6/5/1413هـ
- محمد بن عبد الكريم الصبيحي 6/5/1413هـ 9/2/1418هـ
- محمد بن صنيتان الحربي 9/2/1418هـ
- م / سـعيد بن ناصر القحطاني 2/4/1427هـ
- م / عادل بن عبد الله الشهري 26 / 11 / 1434هـ

## انظر ايضاً
- سدير
- المجمعة

## وصلات خارجية
- تمير.. عروس الربيع.